# Cory Spangenberg
Pour les articles homonymes, voir Spangenberg (homonymie).
Cory Joseph Spangenberg (né le 16 mars 1991 à Clarks Summit, Pennsylvanie, États-Unis) est un joueur de deuxième but des Cardinals de Saint-Louis de la Ligue majeure de baseball.

## Carrière
Cory Spangenberg est le choix de première ronde des Padres de San Diego et 10e joueur sélectionné au total par un club du baseball majeur au repêchage amateur de 2011. Il signe avec les Padres son premier contrat professionnel, assorti d'une prime de 1,863 millions de dollars.
Spangenberg fait ses débuts dans le baseball majeur avec San Diego le 1er septembre 2014. Dans ce premier match, celui qui est normalement joueur de deuxième but est aligné au troisième coussin pour la 8e fois seulement dans sa carrière professionnelle. Il effectue néanmoins deux beaux jeux défensifs aux dépens de Mark Trumbo et Aaron Hill des Diamondbacks de l'Arizona. Dans ce même match, Spangenberg récolte son premier coup sûr et son premier point produit contre le lanceur Eury De La Rosa.